# 盧廷軒
盧廷軒（Lo Ting-hin, Michael，1992年10月5日—），香港男子退役花式單車選手。香港出生。2001年開始參加花式單車比賽，及後代表香港，在亞太區和國際比賽取得多面獎牌。2009年與余心怡拍檔雙人花式單車項目，在2009年東亞運動會取得男子雙人花式單車項目金牌，至今仍是港隊在此項目唯一一面金牌。 退役後，盧廷軒擔任香港多家中小學花式單車隊教練。

## 花式單車生涯
盧廷軒自七歲開始參加花式單車比賽，九歲入選港隊青年軍，2001年首次出戰全港室內單車錦標賽即奪得男子9-10歲組金牌。 同年參加室內單車港澳埠際賽亦取得男子小童組花式單車銀牌。
2005年在港隊教練曾柏威帶領下，盧廷軒以十三歲之齡首次出戰國際賽事，在2005年亞洲室內運動會男子雙人花式單車項目中，夥余心怡以282.43分奪得金牌。2007年盧廷軒與余心怡再次在2007年亞洲室內運動會男子雙人花式單車項目中取得金牌。
2007年盧廷軒代表香港出戰瑞士溫特圖爾舉行的世界室內單車錦標賽，在男子雙人花式單車項目中，為香港首次晉級決賽，並取得殿軍。隨後，盧廷軒每年至少花兩個月時間到德國學藝，每天用十四小時練習，以求純熟每一個動作。2008年盧廷軒第三度出戰馬來西亞柔佛舉行的第九屆亞洲室內單車錦標賽，以破亞洲紀錄的分數奪得金牌，亦是盧廷軒第三度在此項比賽奪金。
2009年香港首次舉辦東亞運動會，盧廷軒在主場憑雙人花式單車項目，為香港奪得該項目唯一一面金牌.同年，盧廷軒在香港公開賽男子雙人精英項目中，以116.03分取得冠軍，同時再度打破香港及亞洲紀錄。
在贏得東亞運動會金牌，打破香港及亞洲紀錄後，盧廷軒決定減少參加比賽，專注向教練方向轉型，曾擔任華德學校的花式單車教練，門下學生包括黃依藍、馮卓賢、陳俊言等曾獲得多面青年賽獎牌。

## 成績
- 2001年全港室內單車錦標賽	男子7-10歲組單人花式單車 銅牌
- 2001年室內單車港澳埠際賽	男子小童組單人花式單車 銀牌
- 2002年全港室內單車錦標賽	男子9-10歲單人花式單車 銀牌
- 2003年全港室內單車錦標賽	男子6-10歲單人花式單車 銅牌
- 2004年全港室內單車錦標賽	男子11-12歲單人花式單車 銀牌
- 2005年亞洲室內運動會	男子雙人花式單車
- 2005年全港室內單車錦標賽	男子11-12歲單人花式單車 金牌
- 2005年室內單車港澳埠際賽	男子雙人花式單車 金牌
- 2006年亞洲室內單車錦標賽	男子雙人花式單車 金牌
- 2006年全港室內單車錦標賽	男子13-15歲單人花式單車 銀牌
- 2006年全港室內單車錦標賽	男子雙人花式單車 金牌
- 2007年世界室內單車錦標賽	男子雙人花式單車 殿軍
- 2007年亞洲室內單車錦標賽	男子雙人花式單車 金牌
- 2007年亞洲室內運動會	男子雙人花式單車
- 2007年全港室內單車錦標賽	男子13-15歲單人花式單車 銅牌
- 2007年全港室內單車錦標賽	男子雙人花式單車 銀牌
- 2007年室內單車港澳埠際賽	男子雙人花式單車 金牌
- 2008年亞洲室內單車錦標賽	男子雙人花式單車 金牌
- 2008年全港室內單車錦標賽	男子雙人花式單車 金牌
- 2008年室內單車港澳埠際賽	男子雙人花式單車 金牌
- 2009年東亞運動會	男子雙人花式單車 金牌
- 2009年亞洲室內單車錦標賽	男子雙人花式單車 銀牌
- 2009年全港室內單車錦標賽	男子雙人花式單車 金牌
- 2009年香港公開賽	男子精英雙人花式單車 金牌
- 2009年室內單車港澳埠際賽	男子雙人花式單車 銀牌
- 2010年全港室內單車錦標賽	男子雙人花式單車 金牌
- 2012年全港室內單車錦標賽	男子單人精英花式單車 銀牌
- 2013年全港室內單車錦標賽	男子單人精英花式單車 銅牌

## 近況
盧廷軒退役後參與由中國香港體育協會暨奧林匹克委員會主辦的香港運動員就業及教育計劃。其中在「星星伴轉型」學長計劃中跟隨前香港三項鐵人代表隊成員崔錦棠學習。在2020年，崔錦棠曾大讚盧廷軒大有進步。同時，盧廷軒亦創辦單車教學團體MG Performances (Hong Kong)，向學生及大眾推廣單車運動。